# Pozemková reforma na panství Horní Libchava v době první Československé republiky

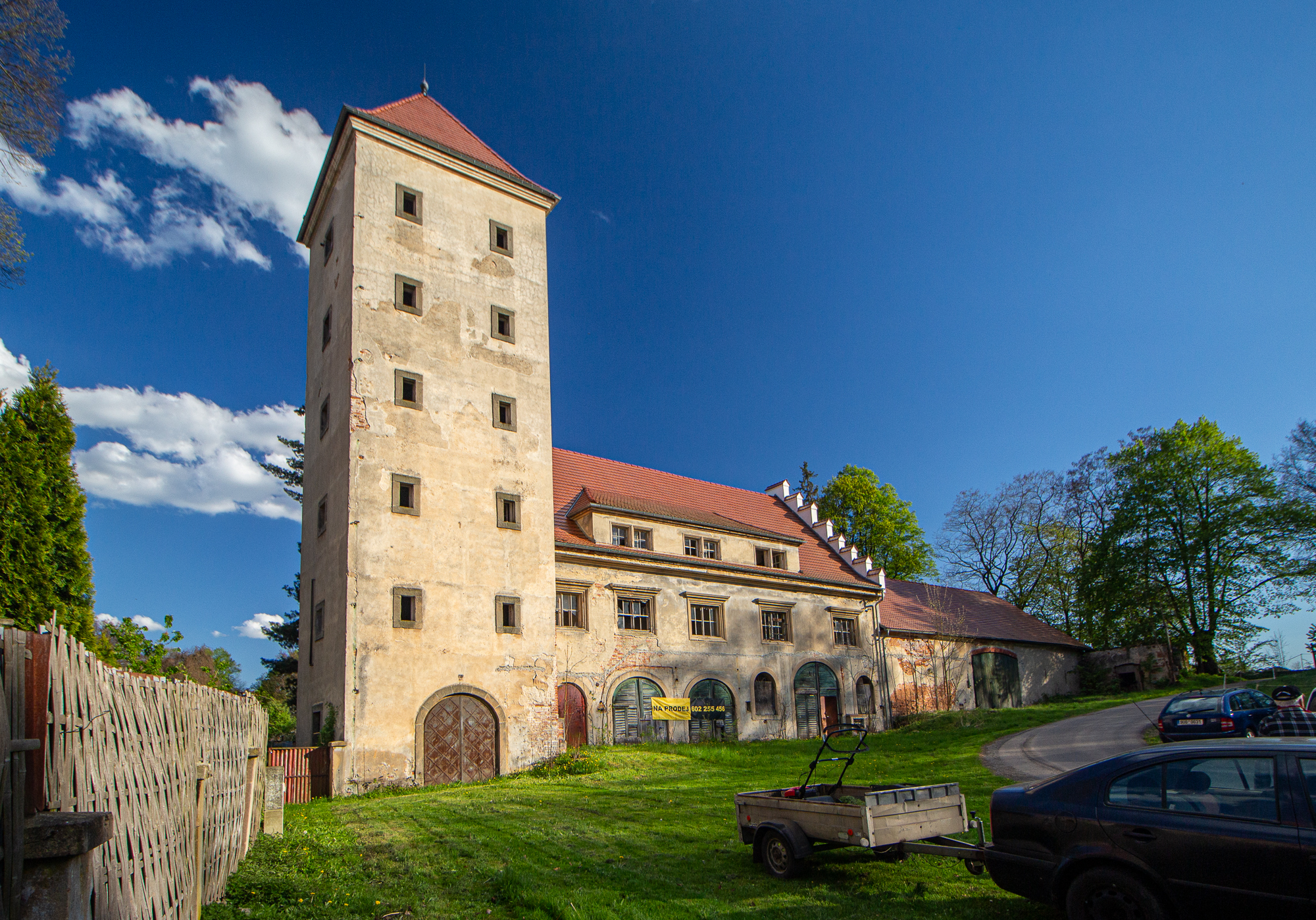
Hospodářské budovy na zámku v Horní Libchavě

Pozemková reforma na panství Horní Libchava v době první Československé republiky probíhala na majetku, jež byl přes více než 300 let součástí Maltézského řádu. Až do vzniku Československa se nacházela centrála Velkopřevorství pro Čechy a Rakousko ve Vídni a na území jednoho státu. V nové republice se jeho situace značně zkomplikovala. Na majetku Maltézských rytířů se nejprve velkou měrou podepsala 1. sv. válka, jen za charitativní činnosti řád zaplatil „mnohamilionový kapitál ve zlatých korunách”, k tomu ztratil rentu „ve výši přes 500 000 zlatých korun ročně”. Po vzniku Československa jeho majetkovou situaci poznamenala nejen pozemková reforma, ale i nejistá situace velkostatků, která v té době kolem panovala. Velkopřevorství tak bylo v letech 1923-1926 donuceno odprodat za velmi nízké ceny velkostatky: Strakonice, Horní Libchava, Obytce, Měcholupy a Dožice. Při této finanční transakci ztratilo odhadem 35 milionů korun s ročním výnosem okolo 320 000 zlatých korun. U velkostatku Horní Libchava a Motol nebyla v době prodeje pozemková reforma zcela dokončena. K odprodeji došlo v době, kdy se řád musel zasazovat o svou suverenitu, jež mu byla československou vládou uznána až 20. ledna 1939 a které předcházelo rozdělení Velkopřevorství pro Čechy a Rakousko na samostatné České velkopřevorství a Rakouské velkopřevorství.

## Historie
Roku 1623 získal Maltézský řád panství Horní Libchava jako pobělohorský konfiskát po Jindřichu Penzigovi z Penzigu. Tento majetek držel po více než tři staletí. Ke konci 19. století se panství rozprostíralo na ploše 1 063 ha. Většinu zabíraly dva lesní revíry Slunečná a Stružnice o celkové rozloze 625 ha. Hospodářská půda, rozdělená především po propachtovaných dvorech v Horní Libchavě, v Horní Stružnici a ve Střední Stružnici, činila 425 ha. K tomu se na panství nacházelo 6 ha rybníků a dvě průmyslové komodity: pivovar a cihelna.
Přelom století pro velkostatek znamenal změnu v hospodaření. Na dvoře v Horní Libchavě (69,5 ha) řád hospodařil ve vlastní režii. Oba dvory ve Stružnici (140 ha horní a 64,4 ha střední) dále propachtovával. Revír Slunečné se rozprostíral na ploše 307,81 ha a Stružnický revír 317,31 ha, oba osázené především smrky, jedlemi, borovicemi a buky. Hlavním obchodním artiklem bylo obilí, řepka olejka a dřevo. Propachtovaný pivovar spravoval až do své smrti Franz Scheiner, po něm jeho žena Anna Scheinerová. Cihelna zůstala ve vlastní režii řádu. V roce 1906 už velkostatek propachtovával pouze 92,07 ha. Hospodářskou půdu o 105,87 ha spravoval ve vlastní režii. Prodával hlavně dřevo a obilí.

## Hospodářství po pozemkové reformě
Pozemková reforma, které se týkala nejprve výměra ve výši 1 084,0927 ha a v roce 1921 1 084,1492 ha při čistém katastrálním výtěžku 27 563,36 Kč, hospodaření na velkostatku zásadně narušila. Odprodejem v letech 1921-1923 se výměra velkostatku zmenšila na 986,9357 ha. Zemědělská půda zabírala 305,2457 ha a lesy tvořily 681,6900 ha, z kterých se dalo obhospodařovat 659,7 ha. Všeobecně sice nedošlo k velkým ztrátám, ale zásah do hospodaření způsobilo především nevhodné rozložení zemědělské a lesní půdy.

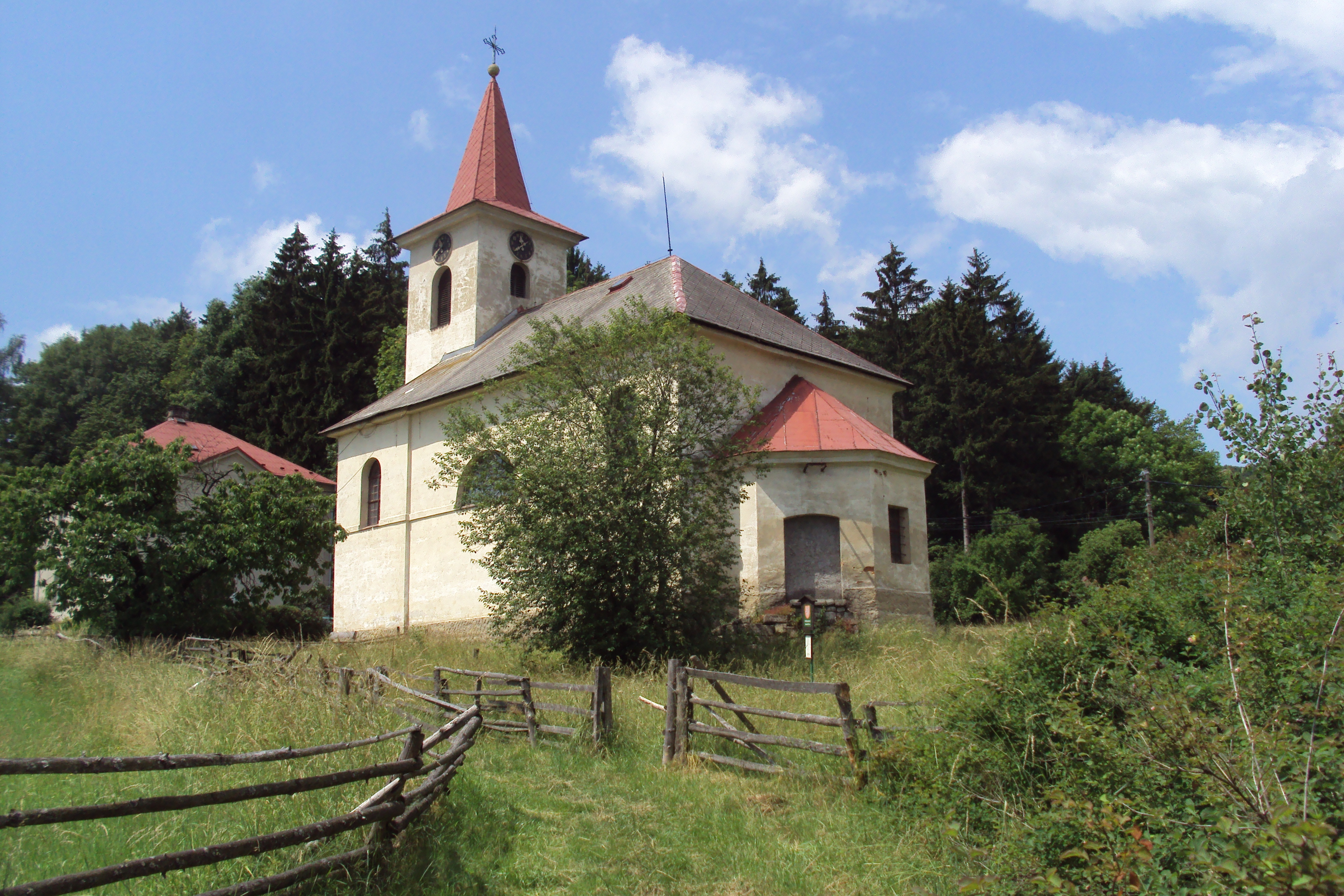
Patronátní kostel Nanebevzetí Panny Marie na Slunečné

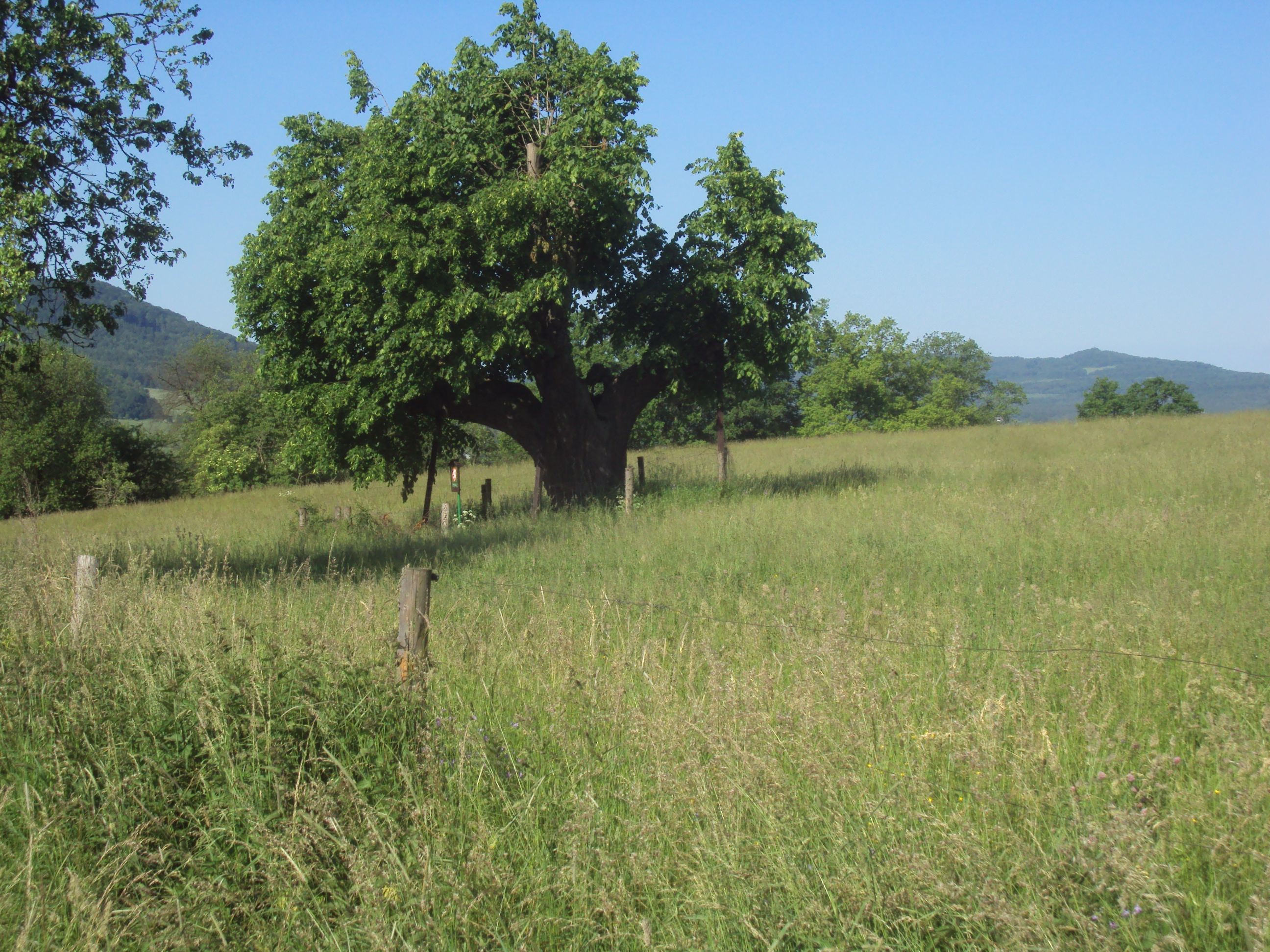
Okolní příroda při silnici ze Stružnice do Horní Libchavy

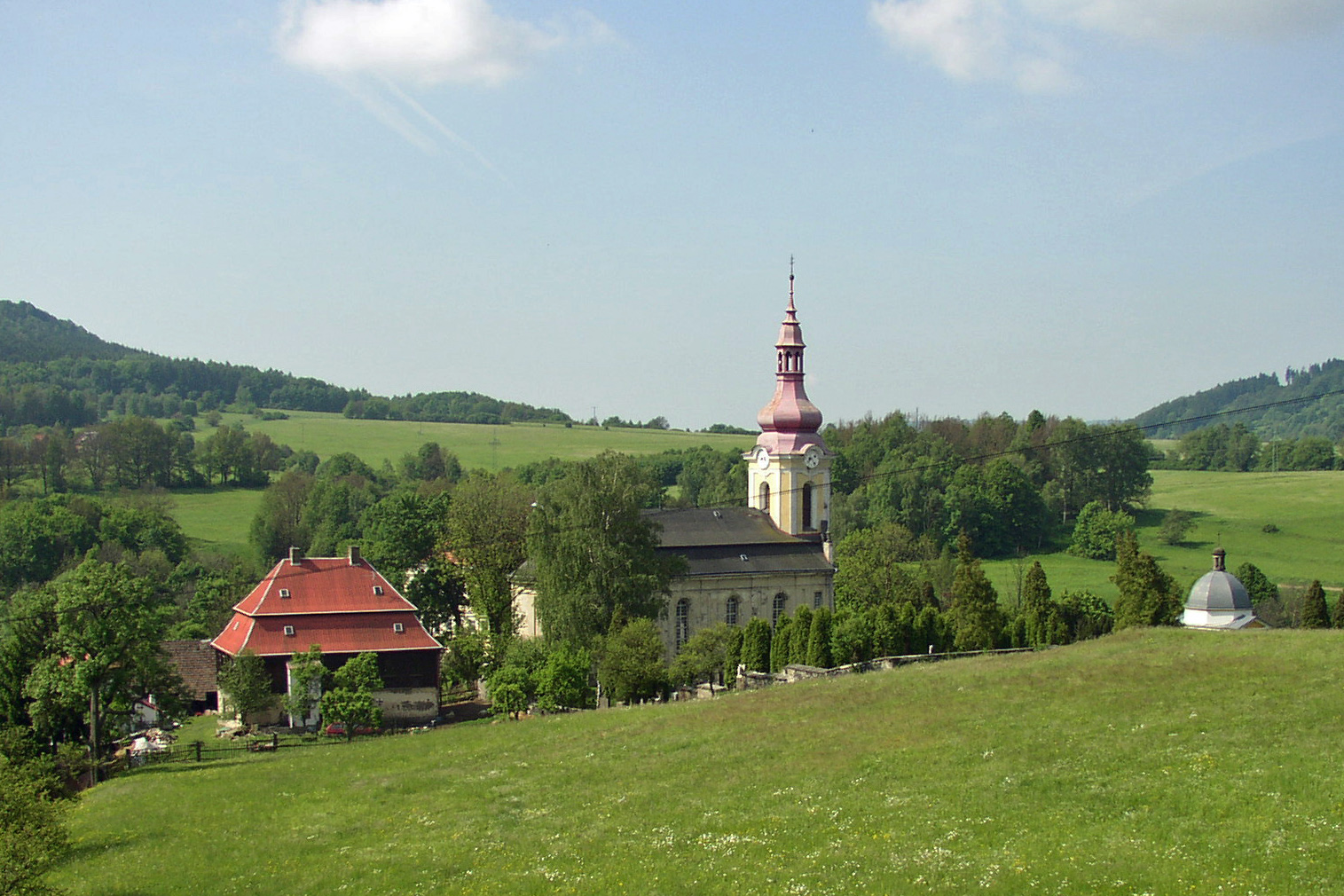
Krajina u Volfartic s patronátním kostelem svatého Petra a Pavla

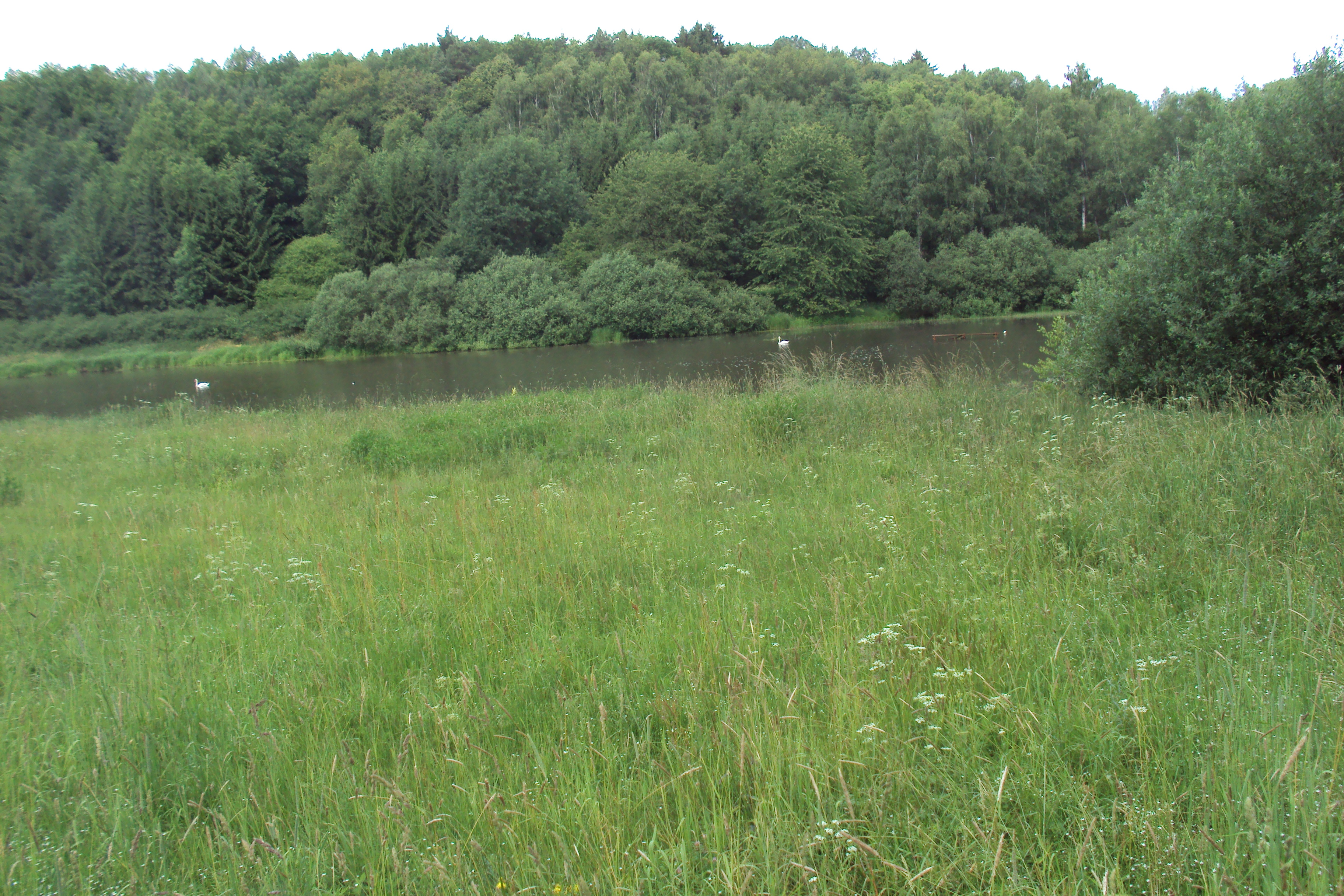
Horní Libchava, Ptačí rybník / též Libchavský rybník

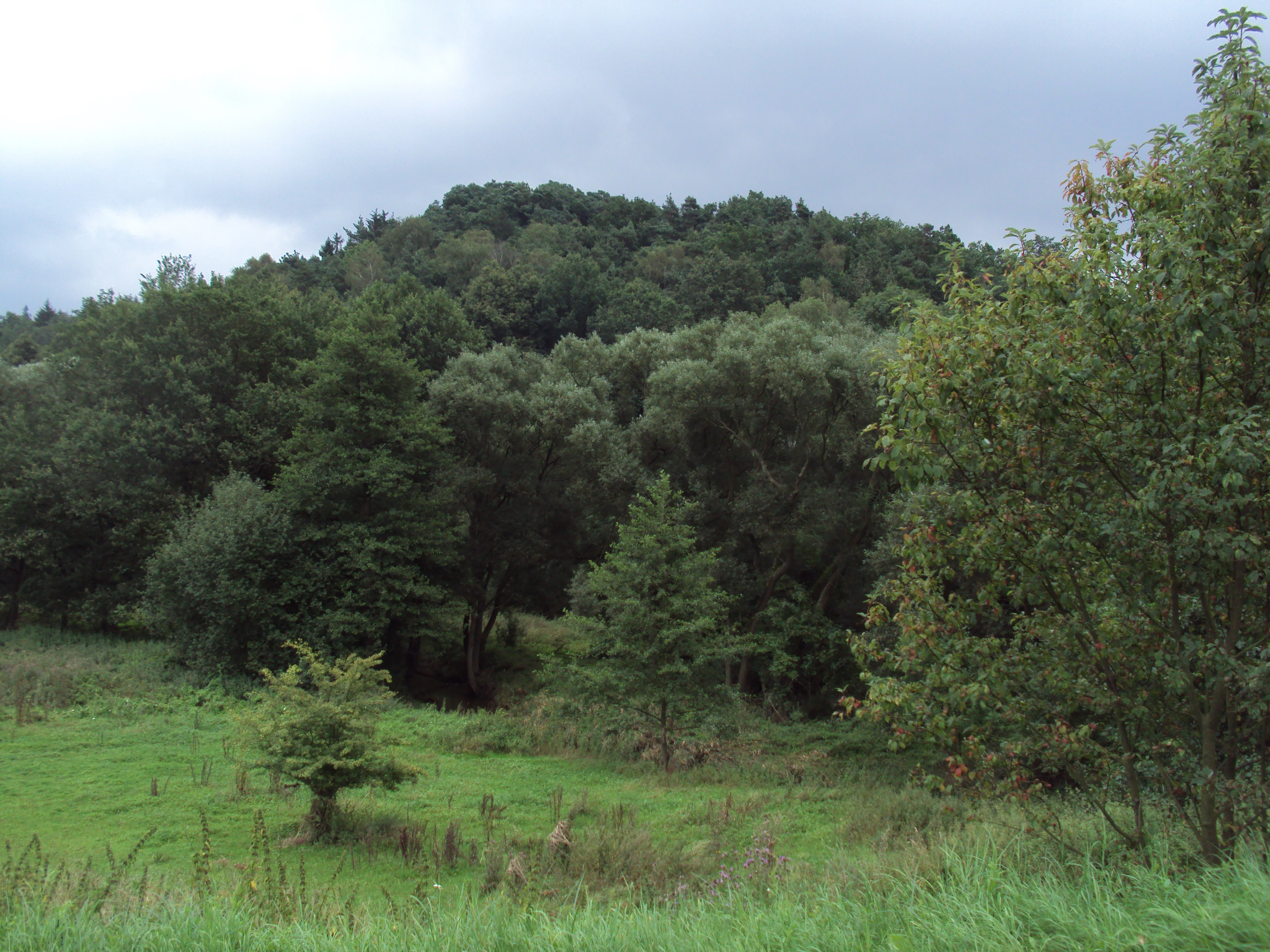
Horní Libchava, Vinný vrch u zámeckého areálu

### Správa zemědělské půdy, podniků a budovy
Po provedení pozemkové reformy zůstalo řádu v katastrální obci Horní Libchava „přibližně 106 ha polí a 44 ha luk a pastvin”, v katastrální obci Stružnice „asi 84 ha polí a 35 ha luk a pastvin” a po dalších obcích „34 ha polí a 26 ha luk a pastvin”. Velký problém představoval systém pachtů. Hrubý příjem z pachtovného stačil totiž stěží pokrýt režii správy a platby daní. Převzetí jednotlivých hospodářských dvorů do vlastní správy nebylo možné, jelikož to tehdy neumožňovaly nejen tehdejší čsl. zákony, ale ani politická situace v nové republice.

### Lesní správa
Oba lesní revíry spravoval řád ve své režii a po pozemkové reformě je tvořilo devatenáct izolovaných parcel. Stromy byly rozděleny podle stáří do pěti tříd: I. třída (nový porost ve věku do 20 let), II. třída (stromy ve věku od 21 do 40 let), III. třída (ve věku od 41 do 60 let), IV. třída (ve věku od 61 do 80 let) a V. třída (stromy starší 80 let). Roku 1924 zasáhla hornolibchavské lesy (asi 26 % z celkové výměry) kalamita mnišky. V důsledku této lesní pohromy ztratil velkostatek 172,71 ha lesů, především stromů z III. a IV. třídy na ploše 41 611 m³. Lesní kalamita se podepsala také estetické stránce lesů a předběžný odhad na nové zalesnění se pohyboval kolem 345 420 Kč. V neutěšeném stavu se po první světové válce nacházela rovněž budova zámku. I tyto skutečnosti ovlivnily rozhodnutí velkostatek prodat.

### Břemena
Velkopřevorství disponovalo patronátními právy ke kostelům: v Libchavě, ve Volfarticích, ve Slunečné a ve Skalici. Beneficium fary v Horní Libchavě, které pocházelo hlavně od patrona velkostatku, činilo v roce 1925 3 096,34 Kč (92 l pšenice, 65 l žita a 706 l ovsa), beneficium fary ve Slunečném, o který se zasluhoval zádušní fond a patron, 3 500 Kč, přičemž desátek od velkostatku se pohyboval ve výši 2 q pšenice, 2 q žita, 1 q ovsa a 2 q brambor.
Beneficium fary ve Volfarticích, jehož základem byly příjmy z prodeje dřeva, příjmy z nadací a finanční prostředky patrona, dosahovalo 3 723,52 Kč, desátek fary 46 l pšenice, 230 l žita, 322 l ovsa. Beneficium fary ve Stružnici činil desátek 933 l žita a 1039 l ovsa. Beneficium fary ve Skalici bylo vůbec největší a to ve výši 4 540,87 Kč.

### Odvod daní
V letech 1920-1925 dosáhla výše domovní daně 31 373,99 Kč, tedy o něco méně než roční výnos z propachtovaných pozemků v roce 1925. Daň z příjmu za období od roku 1921 do 31. května 1925 činila 42 342 Kč. Komenda zaplatila 30 952 Kč, stále jí však zůstával nedoplatek v hodnotě 11 390 Kč. Jednou za rok měl velkostatek povinnost část svého příjmu odvést na charitativní činnosti receptorátu Českého velkopřevorství: v roce 1919/1920 to bylo 90 443,25 Kč, v roce 1920/1921 389 017,51 Kč, v roce 1921/1922 175 000,00 Kč, v roce 1922/1923 169 000,00 Kč a konečně v roce 1923/1924 131 908,89 Kč.

### Zaměstnanci velkostatku Horní Libchava k roku 1923
| Funkce              | Jméno           | Let služby | Stav a počet dětí               | Roční plat v hotovosti (Kč) |
| Správce velkostatku | Maximilian Vach | 17         | Ženat, 2 děti                   | 16 620                      |
| Lesní               | Ernst Sacher    | 4          | svobodný                        | 8 400                       |
| Zahradník           | Josef Pudil     | 42         | Ženat, děti odrostlé            | 2 000                       |
| Lesní hajný         | Josef Wünschsen | 19         | Ženat, děti odrostlé            | 4 200                       |
| Lesní hajný         | Josef Wünschsen | 10         | Ženat, 2 děti                   | 4 200                       |
| Lesní hajný         | Anton Hanke     | 41         | Ženat, děti odrostlé            | 4 200                       |
| Lesní hajný         | Václav Hocke    | 31         | Ženat, 2 děti, 5 již odrostlých | 4 200                       |
| Lesní hajný         | Josef Březovský | 15         | Ženat, 1 dítě, 4 již zaopatřené | 4 200                       |
| Šafář               | Vilém Müller    | 17         | Ženat, děti odrostlé            | 4 200                       |
| Sluha               | Josef Richter   | 17         | Ženat, děti odrostlé            | 4 200                       |
| Kočí                | Josef Václavík  | 22         | Ženat, 3 děti                   | 4 200                       |

Roční plat v hotovosti nebyl jediným příjmem. Zaměstnancům se vyplácely ještě drahotní příplatky, obdrželi byt, otop a deputát. Vedle stálých administrativních zaměstnanců byli na velkostatku zaměstnáni také zemědělští dělníci, jejich počet se mohl pohybovat až kolem 30.

## Odprodej panství

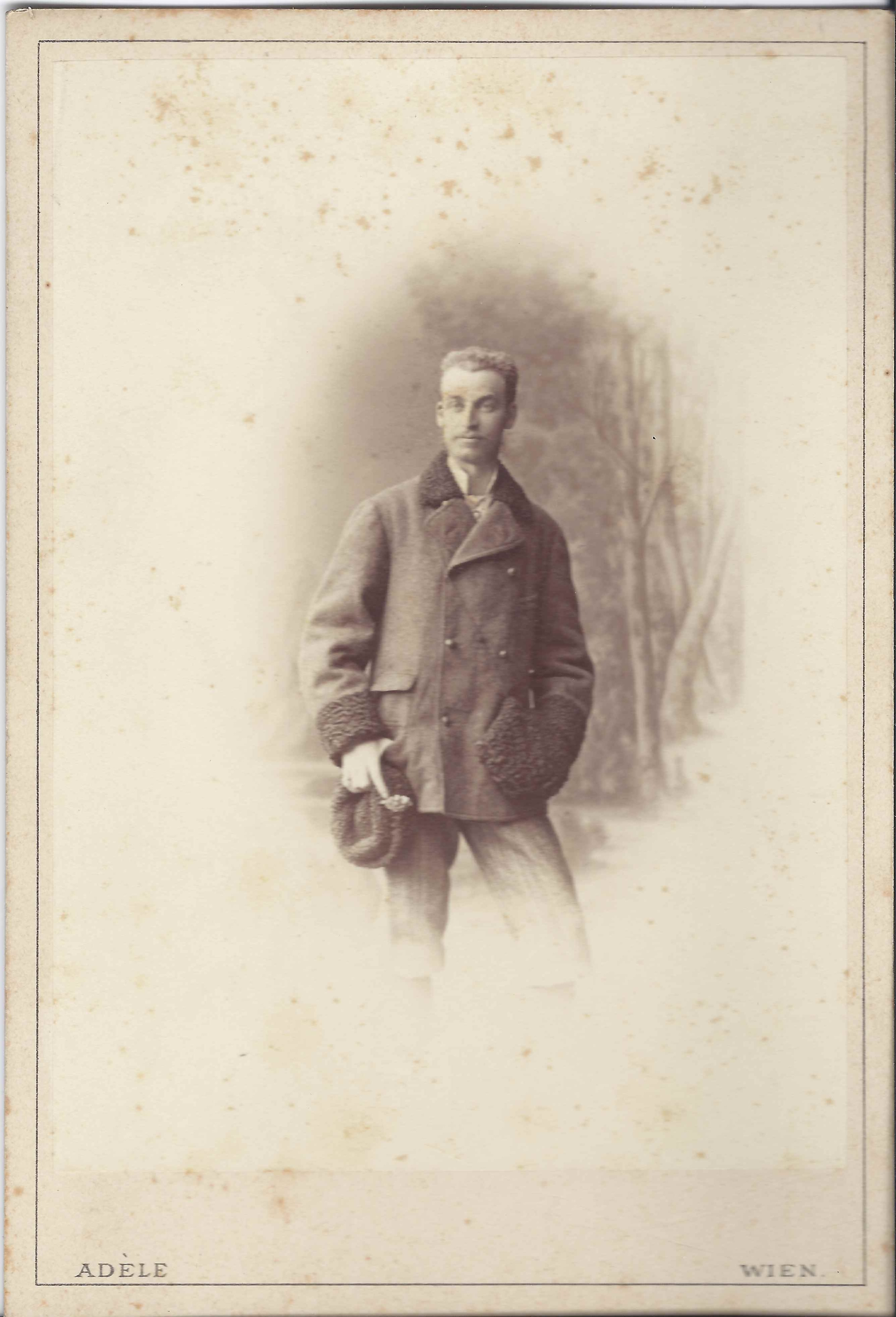
Hrabě Johann Rudolf zu Hardegg auf Glatz und im Machlande, rok 1883, v letech 1914–1927 velkopřevor a poslední majitel z řady maltézských rytířů

V roce 1923 se velkopřevorství pokusilo neutěšenou hospodářskou situaci vyřešit pronájmem zámku a parku. Pronajatý majetek následně využíval jako letní sídlo velvyslanec Království Srbů, Chorvatů a Slovinců v Praze. V srpnu roku 1924 jej zde navštívil ministr zahraničí Edvard Beneš.
Očividně toto řešení finančním problémům nepomohlo, jelikož Maltézský řád začal uvažovat o prodeji. V polovině roku 1925 obdržel kníže-velkopřevor Johann Rudolf Maximilian von Hardegg auf Glatz ve Vídni písemnou nabídku na odkoupení velkostatku od pana Hynka Rückla, majitele sklárny v nedaleké Skalici. Jeho nabídka, opírající se o 20 % levnější živobytí místních sklářů, zůstala bez odpovědi. Už 1. června 1925 uzavřelo velkopřevorství smlouvu na prodej celého velkostatku se zámeckým inventářem s panem Bedřichem Stavou.
Dne 25. prosince 1925 přinesl rakouský tisk zprávu o prodeji velkostatku Horní Libchava moravské akciové společnosti. Na moravskou akciovou společnost usuzovala rakouská strana podle bydliště ředitele Severočeské stromovky Bedřicha Stavy v západomoravské Třešti. Každopádně 21. ledna 1926 putovala žádost o schválení trhové smlouvy k Zemské správě politické v Praze. K té se musela vyjádřit také biskupská konzistoř v Litoměřicích a písemně se politické správě zaručit plněním patronátních dávek farářům (nebo jejich zastavovatelům) v Horní Libchavě, Volfarticích, Skalici, ve Stružnici a inkorporovanému faráři na Slunečné do té doby, než jim bude náboženskou maticí přiznána zákonná kongrua.
Dne 16. července 1926 čsl. vláda na schůzi ministerské rady prodej velkostatku Horní Libchava schválila a u snesením zemského soudu v Praze ze dne 12. srpna 1926 bylo vlastnické právo na velkostatek Horní Libchava pro pana Bedřicha Stavu zaknihováno. Dne 23. října 1926 se setkal velkopřevor Maltézského řádu Johann Rudolf Maximilian von Hardegg auf Glatz s čsl. vládními špičkami a přislíbil jim, že finanční obnos z prodeje řádového majetku nebude vyvezen do Rakouska. Tím byla 303 let dlouhá etapa Maltézských rytířů v Horní Libchavě ukončena.

## Majitel Josef Vraný
Josef Vraný, který stál u vzniku malorolnické strany, ve 20. letech lobboval za prosazení pozemkové reformy a prohlašoval, že se má půda velkostatkářů přidělit drobným zemědělcům, se nakonec stal sám držitelem stejných latifundií jako předchozí šlechta. K získání rozsáhlého majetku neváhal obcházet zákon. Vytvořil dvě rodinné akciové společnosti: „Výspu”, zemědělskou a lesní společnost s r.o. v Zahrádkách (1924), a „Severočeské stromovky” se sídlem v Horní Libchavě (1930). V obou byl jednatelem a členství dalších společníků bylo jen formální. Postupně získával zbytkové statky, z kterých se mu podařilo vytvořit rozsáhlé panství. Podle českolipského historika Ladislava Smejkala je známé, „že se choval značně povýšeně a nechával se titulovat «vysoce urozený pane»”. Podle Karla Poláčka využíval Vraný „též hospodářské potíže okolních sousedů a různými machinacemi vytvářel velké celky nebo se angažoval pro další kupce”. Jeho činnost nezůstala utajena.
Pozemkový katastr v praksi Dne 17. května 1935 přinesly „Národní listy“ tuto zprávu: „Pí. El. Andrassyová, roz. Kounicová, byla majitelkou panství Nových Zámků s Českou Lípou v celkové výměře 6680 ha. Rozhodnutím pozemkového úřadu z listopadu 1923 bylo toto svěřenské panství zařaděno do pracovního programu tohoto úřadu pro rok 1924. O tom věděl pan Vraný a ustavil okamžitě rodinnou společnost s r. o. pod honosným názvem „Výspa“ a počal pak s pí Andrassyovou jednat o prodeji části panství za „přijatelnou cenu“. Pan Vraný byl mocný pán a není tedy divu, že v několika dnech se dohodl o koupi dvorů Ramschen, Neuhof, zbytek dvoru Robice a pozemků z revírů Nové Zámky a Aschendorf ve výměře asi 600 ha za „přijatelnou cenu“ Kč 700.000.—, dále deskového statku Housky s pozemky (vložka desk zemských č. 557) ve výměře 1250 ha za ještě „přijatelnější“ cenu Kč 1,000.000.—. Tyto poslední objekty a pozemky koupil tchán p. Vraného J. Šimonek.
Časopis Naše Hory, 28. října 1936 
Bedřich Stava, jehož společníky byli senátor Josef Vraný, Alois Jareš a Ing. J. Jareš, se stal za cenu 980 000 Kč majitelem velkostatku Horní Libchava se všemi nemovitostmi ležícími v katastrálních obcích Horní Libchava, Jägersdorf, Manušice, Dolní Libchava, Stružnice, Volfartice, Častalovice, Slunečná a Emanuelsberg ve výměře okolo 996 ha. Zároveň se stal patronem kostelů v Horní Libchavě, ve Volfarticích, ve Skalici a na Slunečné. Dne 28. června 1928 od něj části velkostatku (dvůr a tři lesní části), ležící v katastrálních obcích Stružnice, Slunečná a Volfartice (i s převzetím patronátních práv), odkoupili bratři Ing. Josef a Alois Jarešovi. Zbytek zůstal Josefu Vranému, plnomocníku Bedřicha Stavy. J. Vraný nakonec získal dvorce Ramš (u Sosnové), Robeč a Nový dvůr o rozloze 626 hektarů, dvorec v Horní Libchavě a větší parcely ve Stružnici, Volfarticích a Slunečné. Odkoupil dvory v Holanech a Nedamově.
Jedním z těch, kdož nejvíce z pozemkové reformy získali a jemuž se o takovém milionovém bohatství nikdy ani nesnilo, je šéfredaktor agrárních listů „Venkova” a „Večera” (Lidový deník) senátor Josef Vraný. Tento bývalý hospodářský adjunkt a „správčík”, jak sám sebe senátor Vraný několikrát na venkově nazval, později chudý redaktor a členové jeho rodiny nabyli — utvořivše společnost „Výspa” — dvory Ramšen a Nový dvůr s revírem Nové zámky ve výměře 620 ha za 730.000 Kč. Tedy za babku. Společnosti „Horyna a spol.”, jejímž členy jsou titíž lidé — byl dán do výhodného nájmu dvůr Nové zámky ve výměře 224 ha. S gustem roste však apetit. Senátoru Vranému nestačily tyto dvory a proto pod společností „Severočeské Stromovky”, jejímž ředitelem byl Bedřich Stava a jejímiž majiteli jsou opět členové společnosti „Výspa” z rodiny sen. Vraného, nabyl ještě další velkostatek a sice Horní Libchavu ve výměře 996 ha za pouhých 980.000 Kč. Při tomto velkostatku, jenž býval majetkem řádu Maltézských rytířů, je krásný zámek. Nikdo nepopře, že pozemková reforma dopadla pro agrárního senátora Josefa Vraného velmi „blahodárně”. 
Národní listy, 4. 5. 1935, s. 3
Už v srpnu 1925 nechal „nový majitel” skrze lesní správu zveřejnit vyhlášku, podle které byl sběr lesních plodin v lesích velkostatku možný pouze na povolení lesní správy a které bylo možné získat v tom případě, že dotyčná osoba odpracovala během jarního osazování holých lesních ploch dva dny za úplatu 10 korun na den a dva dny bezplatně v měsíci září. V případě, že by chtěla získat povolení i na příští rok, musela tuto bezplatnou službu odpracovat na jaře roku 1926.

## Zestátněné lesy a statky
Východiskem pro zestátněné lesy a statky s ředitelstvím v Liberci se v severních Čechách staly Státní statky Zákupy a Cvikov, které přebíraly lesy velkostatků Vrchlabí, Jilemnice, Horní Polubný, Smržovka, Frýdlant, Liberec, Rumburk, Hanspach, Česká Kamenice, Binsdorf a další. Ředitelství státních lesů a statků v Liberci (ŘSLS Liberec) bylo zřízeno 1. července 1927 jako správní úřad druhé instance podniku „Státní lesy a statky”. Prozatímním ředitelem byl jmenován vládní rada Ing. Jindřich Racka (r. 1929 ředitel státních lesů a statků, ministerský rada, Brandýs n. L.) Nejprve mu bylo podřízeno sedm správních jednotek:
- Správa státních lesů Cvikov
- Správa státních lesů Frýdlant v Čechách
- Správa státních lesů Rumburk
- Správa státních lesů Nový Svět-Harrachov
- Správa státních lesů Vrchlabí
- Správa státních lesů Zákupy a
- Správa státních statků Zákupy
- Administrativně ředitelství podléhala Správa nadačních lesů a statků v Hořicích.

V letech 1929 a 1930 byly ŘSLS Liberec přiděleny:
- Správa státních lesů Rybniště (v roce 1937 sloučeno se správou v Rumburku v jednu správní jednotku se sídlem v Rybništi)
- Správa státních lesů Binsdorf
- Správa státních lesů Liberec

V roce 1935 se rušilo ŘSLS v Brandýse n. L. a jeho agenda byla přenesena jednak na ŘSLS v Praze a ŘSLS v Liberci, kterému přibyly:
- Správa státních lesů Kraslice
- Správa státních lesů Horní Blatná
- Správa státních lesů Jáchymov
- Správa státních lesů Přísečnice
- Správa státních lesů Horní Litvínov
- Správa státních lesů a statků v Ostrově u Karlových Varů
- Správa lesů a statků náboženské matice v Nejdku (náhradou za odebranou správu nadačních lesů a statků Hořice)

Celková výměra státního pozemkového majetku spravovaného ŘSLS v Liberci činila 79 641,0738 ha, majetku náboženské matice v Nejdku 5 406,4700 ha, celkem tedy 85 047,5438 ha.

## Epilog

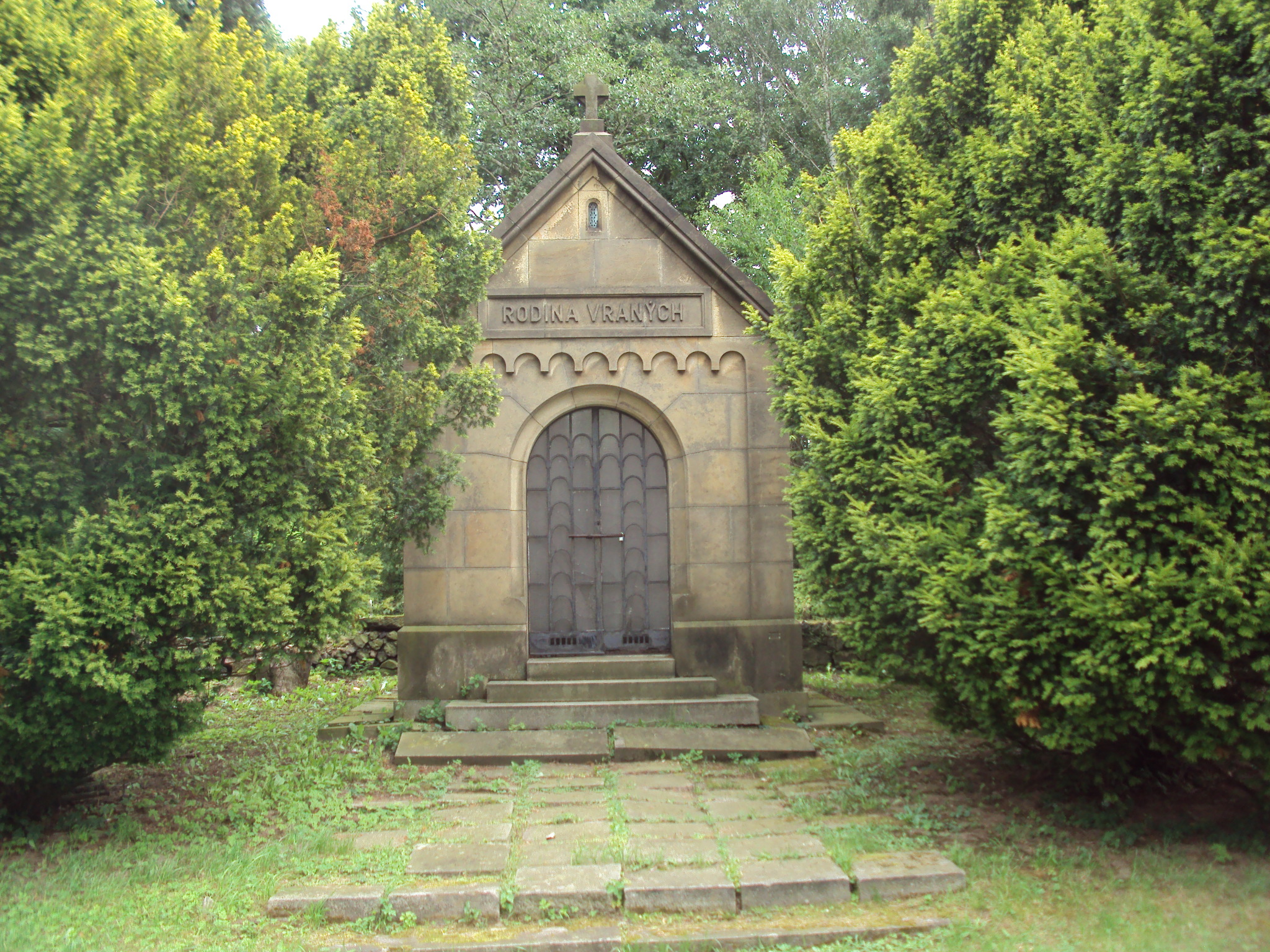
Rodinná hrobka rodiny Vraných, stav 2012

Senátor Josef Vraný se v roce 1937 zastřelil před kasinem v Monte Carlu, odkud byl převezen do Horní Libchavy. Zde byl s velkou pompou 7. dubna 1937 pohřben v nově vybudované rodinné hrobce u kostela, ačkoliv se na tomto starém hřbitově už nepohřbívalo. Smuteční obřady v kostele celebroval kanovník František Kroiher, senátor za republikánskou stranu.
Rozloučit se přišli členové rodiny zesnulého a oficiální smuteční hosté, členové vlády a obou sněmoven Národního shromáždění (Rudolf Beran, Josef Černý, Fedor Hodža), zástupci armády (generál Jan Syrový) a úřadů, delegace Národního sjednocení v čele s bývalým ministrem Josefem Matouškem, delegáti všech politických i hospodářských složek republikánské strany, početné deputace hraničářů, delegace městských rad četných měst českých a moravských, obecní zastupitelstvo obce Horní Libchavy, hornolibchavský spolek německých veteránů a dobrovolných hasičů a řada jiných osobností. Po skončení obřadů byla rakev snesena s katafalku a provázena špalírem selské jízdy. Legionáři nesli za rakví podušku s revoluční medailí.

## Zajímavosti
Střílející dlažba - Zajímavý přírodní zjev v sev. Čechách. Čedičové kostky explodují na silnici. Touto zvláštností se mohou pochlubiti v Horní Libchavě u České Lípy. V úterý se najednou celou obcí rozléhaly výstřely, aniž kdo věděl, odkud pocházejí. Lidé v blízkosti mostu přes mlýnskou stoku viděli však, jak dlažba na ulici za hromových ran létá do povětří a dopadá až 10 m daleko. Šest čtverečních metrů dlažby bylo vyhozeno do vzduchu. Okresní úřad vyslal na místo komisi, která zjistila, že velké žulové kameny, které byly vsazeny do betonu, se vyvrátily a tlakem byly vymrštěny pěkný kus daleko. Čedičové kvádry byly úplně rozdrceny. Soudí se, že asi trhlinami vnikla pod kameny voda a protože čedič rád udržuje v sobě množství tepla, vznikly pod dlažbou silné výpary, jejichž tlak dlažbu roztrhal.
Polední list, 18. 06. 1937, s. 5